# جيم كلارك (لاعب كرة قدم)
جيم كلارك (بالإنجليزية: Jim Clark)‏ (1 مايو 1923 في المملكة المتحدة - 1 فبراير 1994 في المملكة المتحدة) هو مدرب كرة قدم ولاعب كرة قدم بريطاني (وحمل سابقاً جنسية المملكة المتحدة لبريطانيا العظمى وأيرلندا) في مركز الظهير. لعب مع برادفورد سيتي ونادي إكزتر سيتي ونادي غلوستر سيتي.